# Percy Spencer
Percy LeBaron Spencer (9 de juliol de 1894 - 8 de setembre de 1970) va ser un enginyer i inventor nord-americà. És conegut com l'inventor del forn microones.
Spencer va néixer a Howland a l'estat de Maine. El seu pare va morir el 1897, i la seva mare li va deixar poc temps després. Va viure amb la seva tia i el seu oncle. Mai es va graduar de l'escola primària, però es va posar a treballar en un molí com a aprenent als dotze anys, abans d'allistar-se a la Marina dels EUA el 1912 per aprendre telegrafia sense fils. Es va incorporar a la companyia Raytheon en la dècada de 1920.
El 1941, Raytheon produïa uns disset magnetrons per dia. Servien per generar els senyals de radi de microones, que són el mecanisme principal del radar. Mentre treballava allí, Spencer va desenvolupar un mètode de fabricació més eficient. Les seves millores van contribuir a augmentar la producció del magnetró a 2.600 exemplars per dia. Pel seu treball va ser guardonat amb el Premi al Servei Públic Distingit per la Marina dels EUA.
El 1945, estant parat davant d'un magnetró en funcionament, una barra de xocolata se li va fondre a la butxaca. A continuació, va provar amb crispetes de blat de moro (segurament pujant la potència i la posició de la irradiació). Quan hi va posar un ou cru va exploter a la cara d'un col·lega. El desenvolupament del forn microones va sorgir a partir d'aquestes observacions, i el 1947 Raytheon va vendre un primer forn comercial, que era encara gegàntic, gairebé dos metres, pesaven més de tres-cents quilos i costaven cinc mil dòlars! Va trigar fins al 25 octubre 1966 quan va sortir el primer model domèstic.
Va esdevenir vicepresident i un membre d'alt rang del Consell d'Administració de Raytheon. Va documentar 300 patents durant la seva carrera a l'empresa; se li va posar el seu nom a un edifici.
Spencer es va casar i va tenir tres fills, James, John i George.